# Pseudotropheus

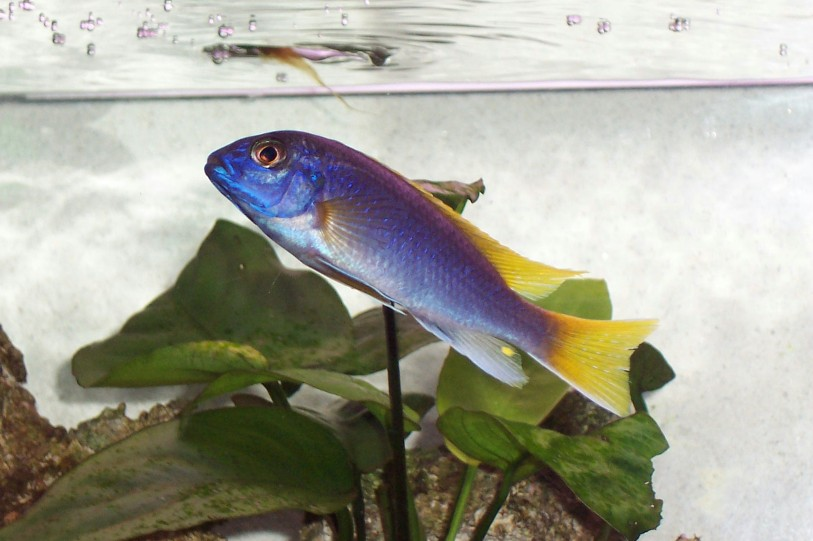
Pseudotropheus sp. „acei“ ♂

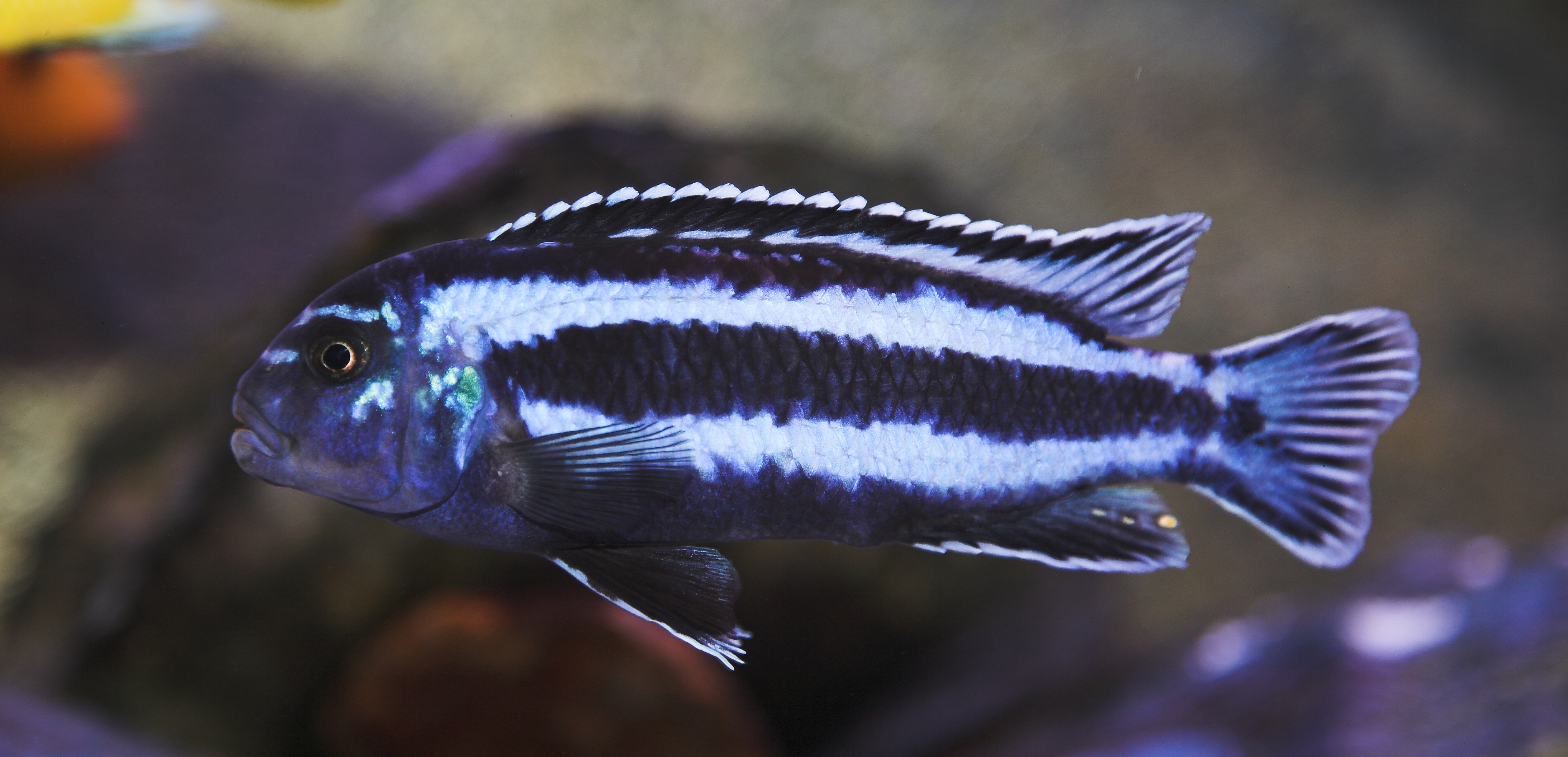
Pseudotropheus cyaneorhabdos

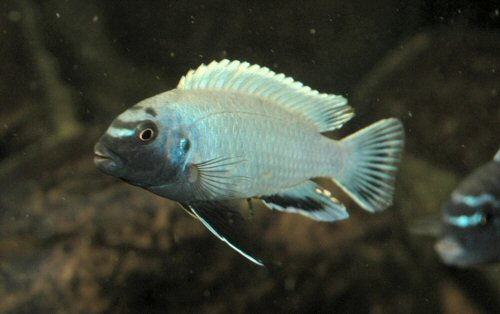
Pseudotropheus sp. „polit“

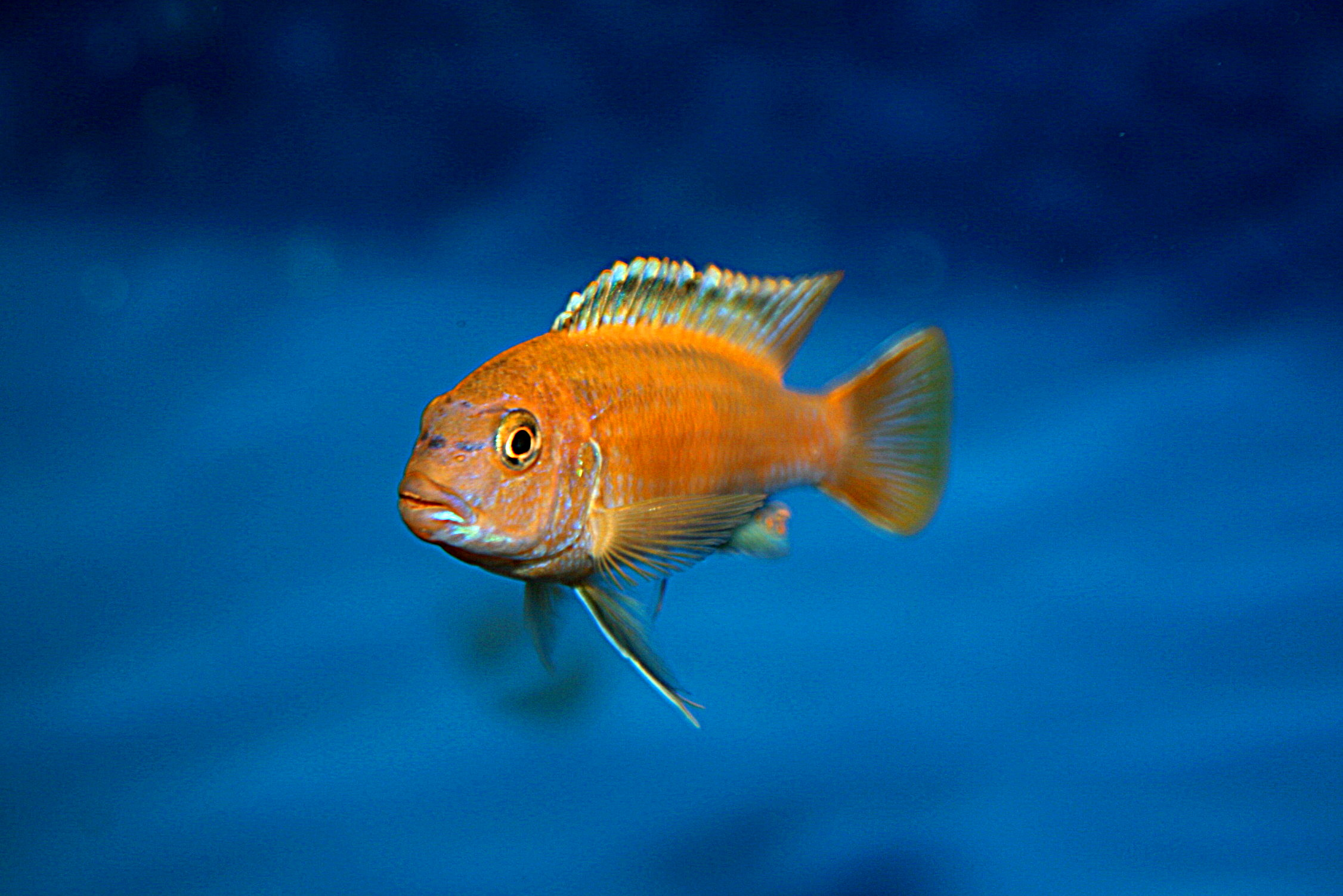
Pseudotropheus johannii

Pseudotropheus (von griechisch „pseud(o)“ (ψεύδειν, pseúdein) = falsch; „falscher Tropheus“) ist eine Gattung afrikanischer Buntbarsche (Cichlidae). Sie leben in der Natur ausschließlich im Malawisee (der in Tansania und Mosambik Njassasee genannt wird) und im Großen Afrikanischen Grabenbruch. Die Gattung gehört zu den an das Biotop der Felsküsten gebundenen Mbuna. Sie war ursprünglich eine artenreiche Sammelgattung in die über 50 Arten gestellt wurden. Ein großer Teil dieser Arten wird heute den Gattungen Maylandia, Tropheops und Chindongo zugeordnet. Heute gehören noch 17 Arten zu Pseudotropheus.

## Merkmale
Pseudotropheus-Arten werden 6 bis 16,5 Zentimeter lang. Oft ist ein deutlicher Geschlechtsdimorphismus vorhanden. Die Gattung ist weiterhin schlecht diagnostiziert und nur die Typusart Pseudotropheus williamsi kann als gattungstypisch gelten. Bei Pseudotropheus williamsi steht die Mundspalte bei geschlossenem Maul parallel zur Linie zwischen der Schnauzenspitze und der Schwanzwurzel. Hinsichtlich Körper- und Kopfform, Größe und Ernährung unterscheiden sich die einzelnen Arten erheblich. Pseudotropheus ist eng mit der Gattung Melanochromis verwandt. Wie diese haben alle Pseudotropheus-Arten größere, zweispitzige, äußere Kieferzähne, während die inneren Kieferzähne klein und dreispitzig sind. Die Schlundzähne sind sehr klein und dicht zusammenstehend. Verglichen mit Melanochromis sind die Schlundzähne von Pseudotropheus zahlreicher und kleiner.

## Fortpflanzung
Pseudotropheus-Arten sind ovophile Maulbrüter. Das Männchen beteiligt sich nicht an der Brutpflege (Mutterfamilie). Männchen sind standorttreu und bilden Reviere, die sie gegenüber männlichen Artgenossen und artfremden Buntbarschen verteidigen. Vorbeischwimmende Weibchen werden angelockt. Kommt es zur Paarung, so werden die Eier meist einzeln oder in kleinen „Portionen“ (2–3 Eier) in einer Bodenmulde oder einem flachen Stein abgelegt und sofort danach vom Weibchen ins Maul genommen. Beim Schnappen nach den gelben Eiattrappen auf der Afterflosse des Männchens werden die Eier befruchtet. Die Anzahl der Eier ist von der Größe und dem Alter der Weibchen abhängig und liegt zwischen 20 und 110. Maulbrütende Weibchen verlassen die Reviere der Männchen und suchen im Felslitoral Schutz. Die Jungfische schlüpfen nach 16 bis 26 Tagen. Größere Jungfische besitzen die Farbe der Weibchen, die männlichen färben sich mit der Geschlechtsreife um.

## Arten
Es gibt 17 beschriebene und zahlreiche bisher unbeschriebene Arten der 1921 erstmals von Charles Tate Regan so genannten Gattung:
- Pseudotropheus benetos (Bowers & Stauffer, 1997)
- Pseudotropheus brevis (Trewavas, 1935)
- Pseudotropheus crabro (Ribbink & Lewis, 1982)
- Pseudotropheus cyaneorhabdos (Bowers & Stauffer, 1997)
- Pseudotropheus elegans Trewavas, 1935
- Pseudotropheus fuscoides Fryer, 1956
- Pseudotropheus fuscus Trewavas, 1935
- Pseudotropheus galanos Stauffer & Kellogg, 2002
- Pseudotropheus interruptus (Johnson, 1975)
- Pseudotropheus johannii Eccles, 1973
- Pseudotropheus likomae Konings et al., 2024
- Pseudotropheus livingstonii (Boulenger, 1899)
- Pseudotropheus perileucos (Bowers & Stauffer, 1997)
- Pseudotropheus perspicax (Trewavas, 1935)
- Pseudotropheus purpuratus Johnson, 1976
- Pseudotropheus tursiops Burgess & Axelrod, 1975
- Pseudotropheus williamsi (Günther, 1894), Typusart